# Menophra denticulata
Menophra denticulata là một loài bướm đêm trong họ Geometridae.